# 中村江莉香
中村 江莉香（なかむら えりか、1988年4月7日 - ）は、日本のモデル。

## 経歴
上京後、スパイラルエンターテイメントに所属しモデル活動を始める。
旧芸名は芦和えりとしてレースクイーン、グラビアアイドルとして活動していた。
CMエキストラ、カタログやイメージモデルなどの仕事を務め、2017年にインスタグラマーたちによるムック本に参加。
2018年、インナービューティー講師も務めながら美容サロンプロデュース、アパレルブランド を立ち上げる。
2019年、AbemaTVの番組『いきなりマリッジ2』に出演。同年5月1日、YouTubeにて「中村江莉香チャンネル」を開始し、チャンネル登録者数は約7270人。

## 人物
趣味は海外旅行、料理。特技はヨガ、料理、整理整頓。
ヨガの全米アライアンスRYT200を習得している。

## 出演

### TV
- 史上最大の限界バトル!!KYOKUGEN2017（TBS2017年12月31日） - ラウンドガール[8]

### WEB
- いきなりマリッジ2（AbemaTV、2019年2月2日 - 4月27日）

### CM
- JOYSOUND
- しまむら
- Gulliver
- アイリスオオヤマ
- オリックス
- アサヒオフ
- ドミノ・ピザ

### ラジオ
- ソラトニワラジオ